# Говор браниоцима Београда
Говор браниоцима Београда је назив за говор који је одржао мајор Драгутин Гавриловић испред кафане Јасеница на Дорћолу, октобра 1915. године, за време одбране Београда у Првом светском рату. У српској историји, према проф. др Обраду Станојевићу и др Сими Аврамовићу (професор реторике на Правном факултету Универзитета у Београду), овај говор представља: „антологијски пример војничке беседе”.

## Позадина
Октобра 1915. године, Аустроугарска је поново напала Краљевину Србију, а први на мести се нашао Београд, њена престоница која се налазила на самој граници, на обалама Саве и Дунава. Мада је формални командант одбране града био генерал Михаило Живковић, историја је запамтила мајора Драгутина Гавриловића као водећу личност одбране Београда 1915. године.
У краткотрајним тренуцима предаха од борби, мајор Гавриловић је пред кафаном "Јасеница" на Дорћолу (на углу Улице Мике Аласа и Улице цара Уроша), одржао говор војницима:
Јунаци!
Тачно у три часа непријатеља се има разбити вашим силним јуришом, разнети вашим бомбама и бајонетима. Образ Београда, наше престонице, има да буде светао.
Војници! Јунаци!
Врховна команда избрисала је наш пук из бројног стања, наш пук је жртвован за част Београда и Отаџбине. Ви немате више, да се бринете за животе ваше, они више не постоје.
Зато напред у славу! За Краља и Отаџбину!
Живео Краљ! Живео Београд!— мајор Драгутин Гавриловић
Говор је први пут објавио капетан Ђорђе Рош, који је тешко рањен у одбрани Београда као питомац 43. класе Ниже школе Војне академије, услед чега је заробљен и одведен у логор. Касније је овај говор користио и Бранислав Нушић, када је током школске 1930/31 године радио као предавач реторике на Војној академији у Београду.

## У популарној култури
Говор мајора Драгутина Гавриловића је уводни део песме "Оловни војници", коју је 2010. године снимио Београдски синдикат.
Шведски пауер метал бенд Sabaton је на свом албуму The Last Stand из 2016. године, објавио и песму "Последњи умирући дах" (енгл. Last Dying Breath), која је инспирисана говором мајора Гавриловића.
Београдски метал бенд Hatred је 2011. издао албум "Bring The Terror" са песмом "Open wide the gates" која је инспирисана жртвом српких војника и говором мајора пред битку.